# 노가이인
노가이인(Nogai)은 러시아 연방 북캅카스 지역에 주로 거주하는 킵차크계 민족이다. 킵차크 칸국을 세운 몽골 및 튀르크계 유목민의 후예로 전해지며, 중세에 노가이 칸의 이름을 딴 노가이 칸국이라는 연맹체를 수립하며 역사가 시작되었다.
튀르크어계의 노가이어를 사용하며, 종교는 대부분 이슬람교 수니파에 속한다.

## 분포
러시아의 노가이인들은 다게스탄 공화국, 스타브로폴 지방, 카라차예보체르케스카야 공화국, 아스트라한 주 등에 많이 거주하며, 러시아 내 인구는 2021년 기준 109,042명이다. 특히 다게스탄에는 이들이 많이 거주하는 노가이스키 군이 설치되어 있다.
또한 루마니아의 도브루자 지방과 우크라이나의 부자크 지방에도 상당수의 노가이인 마을들이 분포하며, 카자흐스탄과 튀르키예에도 이들의 후손으로 전해지는 집단들이 있다.